# Зиновьев, Николай Анисимович
Никола́й Ани́симович Зино́вьев (1922-1944) — лейтенант Рабоче-крестьянской Красной Армии, участник Великой Отечественной войны, Герой Советского Союза (1944).

## Биография
Николай Зиновьев родился 31 января 1922 года в деревне Островцы. После окончания десяти классов школы работал в колхозе. В 1942 году он окончил Саратовское танковое училище. С того же года — на фронтах Великой Отечественной войны. Принимал участие в боях на Воронежском, Центральном, Белорусском, 1-м Белорусском фронтах. Участвовал в освобождении Белгорода, битве за Днепр. К июню 1944 года техник-лейтенант Николай Зиновьев был помощником по технической части командира танковой роты 9-го танкового полка 19-й механизированной бригады 1-го механизированного корпуса 1-го Белорусского фронта. Отличился во время Белорусской операции.
30 июня 1944 года под массированным огнём противника экипаж Зиновьева первым с боями вышел к реке Случь в районе деревни Погост Солигорского района Минской области Белорусской ССР. Оставив вести огонь в танке сержантов Самарца и Малороднова, Зиновьев и радист Фомичёв скрытно подобрались к мосту через реку и перерезали провода, предотвратив подрыв моста. Танкисты держали оборону на мосту до подхода основных сил бригады, отразив несколько контратак противника. В том бою Зиновьев погиб. Похоронен в Погосте 1-м.
Указом Президиума Верховного Совета СССР от 26 сентября 1944 года за «образцовое выполнение боевых заданий командования на фронте борьбы с немецкими захватчиками и проявленные при этом отвагу и геройство» лейтенант Николай Зиновьев посмертно был удостоен высокого звания Героя Советского Союза. Также посмертно был награждён орденом Ленина. Навечно зачислен в списки личного состава воинской части.
В честь Зиновьева названы улица в Солигорске, школы № 61 и № 61 в Минске, Погостинская средняя школа.

## Комментарии
1. ↑  Деревня Островцы, входившая во второй половине XX века в состав Березовского сельсовета, упразднена решением Пензенского облисполкома от 27.01.1988; ныне — территория Колышлейского района Пензенской области[1].